# 바른미래당
바른미래당(바른未來黨)은 국민의당과 바른정당의 합당으로 생겨난 중도보수 정당이다. 또한 바른미래당은 2018년 2월 13일에 국민의당과 바른정당의 통합전당대회를 통해 창당되었다. 그리고 2020년 2월 24일에 민주평화당, 대안신당과 통합하여 민생당이 되었다.

## 배경 및 역사

### 창당 이전
2017년 초 국민의당은 바른정당과 국민바른연합이라는 교섭단체를 경기도의회에서 결성하였다. 대선 직전 바른정당은 1차 탈당 사태로 20석으로 의석이 줄었다. 2017년 5월 12일 주승용 국민의당 대표 대행이 합당을 제안하였다.
2017년 10월 국민의당은 민주당·국민의당, 국민의당·바른정당, 자유한국당·바른정당의 3가지 정당 통합 상황에 대해 정당지지율을 조사하는 여론조사를 실시했다. 바른정당과 합당시 지지율은 두 당의 산술적 합보다 커 자유한국당을 제친다는 결과가 알려졌고, 통합 논의가 본격적으로 제기되었다.
2017년 11월 바른정당은 2차 탈당 사태로 인해 20석 중 9석을 잃어 11석으로 줄었고, 원내교섭단체 지위까지 잃을 뿐만 아니라, 국민바른연합도 붕괴되었다.
2017년 12월 27일, 국민의당은 전당원투표를 통해 투표율은 12월 30일이 되어서야 8·27 전당대회보다 1.26%p 낮은 23.0%를 기록했다. 2017년 12월 31일, 투표 결과 74.6%가 찬성하였고, 25.4%가 반대하였으므로 안철수 대표의 재신임과 바른정당의 통합이 확정되었다. 그러나 통합 반대파 측은 투표율이 3분의 1도 안되었기 때문에 사실상 재신임에 실패했다고 주장했다.
2018년 1월 3일, 양당은 통합을 추진하기 위한 통합추진위원회를 결성하였다. 그러나 바른정당은 햇볕정책 폐기를 내걸었고, 국민의당 통합파들과의 분쟁이 살짝 일어났으나, 바른정당은 햇볕정책을 존중한다고 밝혀 분쟁은 그쳤다.
한편 통합추진위원회는 합당을 위해 1월 중 신당의 당명 명칭을 공모하기로 결정하였고, 전당대회를 2월 4일로 정하였다.
1월에는 김세연 의원과 박인숙 의원이 자유한국당으로 복당하여 바른정당의 의석 수는 9석으로 줄었다.
1월 18일, 양당은 통합 선언문을 통해 통합을 선언하였고, 양당은 1월 23일부터 1월 28일까지 당명 공모전을 추진했다.
1월 28일, 통합신당의 당명 공모 결과, 바른국민당이 1위를 차지하였으나 바른정당은 당명 후보 4, 5개를 정한 뒤 2월1일 선정위원회를 결성하거나 각 당과 협의를 통해 최종 결정하게 되었고, 2월 2일, 바른국민당과 미래당 중 미래당으로 확정되었다.
이후 2월에는 이용주 의원을 시작으로, 총 15명의 비안계 의원들이 민주평화당에 합류를 주장하면서 탈당서를 제출하여 탈당하였고, 15명의 비안 의원들이 민주평화당을 창당하였다. 손금주 의원은 탈당하여 무소속으로 남게 되었지만 비안 비례대표 (박주현, 이상돈, 장정숙)은 그대로 국민의당에 남게 되었다.
통합신당이 명칭이 미래당으로 확정되자, 우리미래는 반발하였고, 중앙선거관리위원회는 2월 7일 우리미래의 약칭 신고가 수리되어 미래당을 당명으로 쓰지 못하게 되자, 여러 번의 논의 끝에 바른미래당으로 확정하여 바른 미래를 열어가는 정당 바른미래당이 창당되었다.

### 창당 이후
2월 13일 창당한 바른미래당은 국민의당 출신인 박주선 의원과 바른정당 출신인 유승민 의원을 공동대표로 추대되었으며, 원내대표에는 국민의당 원내대표였던 김동철 의원이 추대되었다. 논란이 있었던 정강·정책안의 경우 진보와 보수 등 이념적 표현을 삭제해 합의를 이뤘다.
4월 4일 안철수 인재영입위원장이 제7회 지방선거에서 서울시장에 출마하였다.
4월 10일에는 유일한 바른미래당 소속 광역단체장이었던 원희룡 제주도지사가 바른미래당을 탈당하였다.
지방선거와 동시에 치러지는 2018년 재보선을 앞두고서는 노원구 병과 송파구 을에서 바른정당·유승민계와 국민의당·안철수계의 공천갈등이 있었다. 노원병에서는 바른정당계 이준석과 국민의당계 김근식 간의 갈등이 있었고, 이준석이 단수 공천되었다. 송파을에서는 바른정당계 박종진과 국민의당계 손학규 간의 갈등이 있었고, 손학규가 출마를 철회하면서 박종진이 공천되었다.

### 지방선거 이후
제7회 지선과 재보선에서 광역단체장과 기초단체장, 국회의원을 단 1석도 건지지 못해 참패하였다. 유승민과 박주선은 공동대표직을 사퇴하였고, 당시 원내대표를 맡았던 김동철이 비상대책위원장을 겸임하게 되었다.
6월 25일 원내대표 선거에서 김관영 의원이 이언주 의원을 누르고 원내대표에 선출되었다.
바른미래당은 국회 특수활동비 전면 폐지를 당론으로 추진하기로 하였다. 반면 더불어민주당과 자유한국당은 특활비 폐지가 아닌 양성화를 추진하였기 때문에, 바른미래당은 양당 합의에 동참하지 않기로 했다.
전당대회를 앞두고, 후보 등록 마감일인 8월 9일 기준으로 국민의당 출신 7명, 바른정당 출신 4명 등 총 11명의 후보가 출마하였고, 이 중 청년위원장에 단독 출마해 당선 확정된 김수민 후보를 제외한 10명이 경선을 치른다. 경선 과정에서 안철수 · 유승민 마케팅에 대한 지적이 나왔다. 출사표를 던진 후보들 중 하태경 · 정운천 · 김영환 · 손학규 · 이준석 · 권은희 6명이 본선에 진출하였고, 이 중 권은희 전 의원은 유일한 여성 후보여서 최고위원직 진출이 확정되었다. 전당대회 결과, 손학규 후보가 27.02%의 득표율로 1위를 차지해 대표에 당선되었고, 하태경 후보가 22.86%, 이준석 후보가 19.34%의 득표율을 기록해 최고위원에 당선되었다. 권은희 후보는 6.85%로 4위 안에 들지는 못했지만 여성 몫으로 최고위원이 되었고, 김수민 후보가 전국청년위원장에 선출돼 당연직 최고위원이 되었다. 그러나 손학규 대표는 국민의당 출신이나, 선출직 최고위원은 모두 바른정당 출신으로 손 대표에 날을 세워온 사람들이다.
선거법 개정·공수처 신설 패스트트랙을 놓고 지도부와 바른정당계 의원들이 대립하여 분열 양상에 빠져들었다. 2019년 4월 23일, 패스트트랙 추인 문제로 의원총회를 열었으며, 표결 방식에서부터 과반수 대 3분의 2 이상으로 대립하고 표결에 붙여 과반수로 결정하고는 12대 11로 패스트트랙 추인 찬성으로 결론지었다. 그러나 바른정당계의 유승민 전 대표는 반발했고, 해당행위로 당원권이 정지된 이언주 의원은 탈당했다. 사개특위의 바른미래당 오신환·권은희 간사는 공수처에 대해 반대하거나 중립적이고, 둘 중 한 명이라도 반대하면 패스트트랙은 좌초된다. 이 문제에 대해 김관영 원내대표는 사보임은 없을 것이라고 선을 그었으나, 4월 24일 오신환을 채이배로 바꾸는 사보임계를 제출할 것이라고 발표했다. 오신환은 즉각 반대하고 바른정당계 의원들은 물리적으로 국회 의사과 사무실을 점거했으며 자유한국당도 동조했으나, 결국은 팩스로 4월 25일 사보임계를 제출했고 문희상 국회의장이 허가했다.
9월 30일에는 안철수·유승민계 의원 15명이 비상회의를 거쳐 비당권파인 유승민계가 주축이 된 "변화와 혁신을 위한 비상행동"을 출범하고 당권파인 손학규에 맞섰다. 이 중 유승민계는 12월 8일 중앙당 발기위원회를 열어 신당 창당 작업을 시작해, 12월 12일 새로운보수당으로 당명을 확정해 바른미래당은 다시 분당되었다. 새로운보수당 의원들은 2020년 1월 3일 탈당하고 2020년 1월 5일 창당식을 열어, 분당 과정이 완료되었다.
한편 안철수는 새로운보수당에 참여하지 않았고, 새로운보수당은 창당 이후에도 안철수와 안철수계에 손을 내밀었으며 손학규도 대표직을 내줄 수 있다며 안철수의 복귀를 권유했다. 그러나 2020년 1월 2일, 안철수가 정치 복귀를 선언하자 손학규는 대표직은 내줄 수 없다고 말을 바꾸었다. 안철수는 27일에 손학규에게 퇴진을 요구했으나 손학규는 28일에 이를 거부했다. 결국 안철수는 29일 탈당하고 신당 창당을 추진하고, 안철수를 따르는 당원들도 31일 집단 탈당했다. 그러나 안철수계 의원들은 대부분 비례대표여서 탈당하면 의석을 잃으므로 바로 탈당하지 않은 상태에서, 유일한 안철수계 지역구 의원인 권은희가 먼저 탈당할 것이라는 관측을 깨고 2월 4일 손학규계의 핵심 인사인 이찬열 의원이 탈당하고 자유한국당에 복당함으로써 마침내 바른미래당은 교섭단체가 붕괴되었다. 이날 손학규 대표는 사무총장, 비서실장, 사무부총장 등 핵심 당직자들도 대거 해임했다. 이에 잔류 국회의원들은 안철수계 등을 출당시켜주고, 민주평화당 및 대안신당과 합당하는 호남 3당 합당을 추진했으나 원외인사인 손학규 대표는 반발하였다. 바른미래당에서 안철수계 의원 6명과 자유한국당(미래통합당) 행을 결심한 김중로 의원, 모든 정당 활동을 거부한 박선숙 의원을 제외한 모든 의원은 2월 17일 일단 공동교섭단체인 민주통합의원모임을 결성하였다. 또한 2월 18일 의원총회를 열고 호남 통합 정당이나 기타 정당에 참여하기 위해 탈당을 희망하는 비례대표 국회의원 9명을 제명했다. 다만 박선숙·박주현·장정숙·채이배 의원은 의총에 참여하지 않아 제명되지 않았으나(채이배 의원은 이들 중 유일하게 제명 건에 이름을 올렸다) 바른미래당에서 활동할 것으로 보이지는 않는다. 손학규 대표는 이에 반발해 의총 의결만으로 제명이 가능한지 중앙선거관리위원회에 질의했다.

## 역대 지도부

### 역대 대표
| 대수   | 역대 대표 | 직함           | 임기                              |
| ------ | --------- | -------------- | --------------------------------- |
| 1      | 박주선    | 공동대표       | 2018년 2월 13일 ~ 2018년 6월 15일 |
| 1      | 유승민    | 공동대표       | 2018년 2월 13일 ~ 2018년 6월 14일 |
| (임시) | 김동철    | 비상대책위원장 | 2018년 6월 15일 ~ 2018년 9월 2일  |
| 2      | 손학규    | 대표           | 2018년 9월 2일 ~ 2020년 2월 24일  |

### 역대 원내대표
| 대수   | 역대 원내대표 | 직함              | 임기                              |
| ------ | ------------- | ----------------- | --------------------------------- |
| 1      | 김동철        | 원내대표          | 2018년 2월 13일 ~ 2018년 6월 25일 |
| 2      | 김관영        | 원내대표          | 2018년 6월 25일 ~ 2019년 5월 15일 |
| 3      | 오신환        | 원내대표          | 2019년 5월 15일 ~ 2019년 12월 2일 |
| (임시) | 이동섭        | 원내대표 권한대행 | 2019년 12월 2일 ~ 2020년 2월 18일 |

### 통합추진위원회
2018.01.03 ~ 2018.02.13
- 통합추진 공동위원장: 안철수, 유승민
- 인재영입위원장 : 김중로, 이동섭, 정병국, 이혜훈
- 기획조정분과위원장 : 이언주, 이태규, 권은희, 장진영, 이학재, 오신환, 정운천, 권오을
- 총무·조직분과위원장: 김관영, 김성동
- 정강정책·당헌당규분과위원장 : 채이배, 김삼화, 지상욱, 이종훈
- 정치개혁·비전분과위원장 : 오세정, 하태경
- 대변인: 신용현, 김수민, 유의동, 민현주, 김철근[48], 이행자, 권성주[49], 이종철

### 초대 지도부
2018.02.13 ~ 2018.06.15
- 공동대표 : 박주선, 유승민 → 박주선
- 최고위원 : 김동철, 권은희, 김중로, 하태경, 정운천 → 김동철, 김중로, 하태경, 정운천
- 원내대표 : 김동철
  - 원내수석부대표 : 오신환
- 사무총장 : 이태규
  - 사무부총장 : 김성동
- 정책위의장 : 지상욱
  - 정책위원회 수석부의장 : 채이배
- 인재영입위원장 : 안철수 → (공석)
- 수석대변인 : 신용현, 유의동 → 신용현
  - 공동대변인 : 김철근, 권성주

### 비상대책위원회
2018.06.15 ~ 2018.09.02
- 비상대책위원장 : 김동철
- 비상대책위원 : 김수민, 오신환, 이지현, 채이배 → 김관영, 김수민, 오신환, 이지현, 채이배
- 원내대표 : 김동철 → 김관영
  - 원내수석부대표 : 오신환 → 유의동
- 사무총장 : 이태규
  - 사무부총장 : 김성동
- 정책위의장 : 지상욱 → 채이배 (권한대행)
  - 정책위원회 수석부의장 : 채이배
- 수석대변인 : 신용현, 유의동 → 유의동
  - 공동대변인 : 김철근, 권성주 → 김철근

### 2기 지도부
2018.09.02 ~ 2020.02.24
- 대표 : 손학규
- 최고위원 : 김관영, 권은희 (1974년), 김수민, 하태경, 이준석, 권은희 (1959년) → 오신환[50], 채이배, 김수민, 하태경[51], 이준석[52], 권은희 (1959년)[53], 문병호[54], 주승용 → 이동섭 (권한대행), 채이배, 김수민, 김관영, 주승용 → 이해성, 강석구, 김경민
- 원내대표 : 김관영 → 오신환 → 이동섭 (권한대행) → (공석)
  - 원내수석부대표 : 유의동 → 이동섭 → (공석)
- 사무총장 : 오신환 → 임재훈 → 황한웅
  - 사무부총장 : 김성동 → 임헌경 → 이행자 → 고연호
- 정책위의장 : 채이배 (권한대행) → 권은희 → 채이배 → 이해성
  - 정책위원회 수석부의장 : 채이배 → 신용현 → (공석)
- 수석대변인 : 김삼화 → 최도자 → (공석)
  - 공동대변인 : 김정화, 이종철[55] → 김정화, 강신업

## 주요 선거 결과

### 지방선거
|  | 0% |

|  | 0% |

|  | 0.61% |

|  | 0.72% |

## 역대 전당대회

### 바른미래당 출범대회
2018년 2월 13일, 바른미래당 출범대회는 국민의당과 바른정당이 합당한 바른미래당의 창당을 선언하고, 정강정책과 당헌당규를 채택한 뒤, 국민의당의 박주선 국회부의장과 바른정당의 유승민 대표를 공동대표로 선출했다.

### 바른미래당 당대표 및 최고위원, 전국청년위원장 선출대회
2018년 6월 14일, 대한민국 제7회 지방 선거 참패의 책임을 지고 박주선-유승민 최고위를 포함한 당직 전원이 총사퇴하자, 대표당원이 부족해 전당대회 대신 지도부를 선출할 '당대표 및 최고위원, 전국청년위원장 선출대회'를 열게 되었다. 선출대회는 당초 8월 19일에 개최될 예정이었으나, 9월 2일로 연기되었다.
이후 경선규칙을 정하는 과정에서 당원 수가 많은 국민의당계는 대표-최고위원 분리선출과 책임당원 중심 투표 등을 주장하고 바른정당계는 반대하며 진통을 겪었다. 7월 18일, 선출대회 준비위원회는 1인2표제로 책임당원투표 50%, 일반당원투표 25%, 국민 여론조사 25%를 반영해 지도부를 선출하는 경선규칙을 확정했다.
8월 9일, 지도부 선거 후보등록 결과, 당대표 및 최고위원 선거에 손학규 전 민주당 대표, 하태경, 이준석 전 바른정당 최고위원, 김영환 전 경기도지사 후보, 정운천, 신용현 의원, 권은희, 장성민 전 의원, 장성철 전 제주도당 위원장, 이수봉 전 인천시당 위원장이, 전국청년위원장 선거에 김수민 의원이 등록했다.
8월 11일, 책임당원, 일반당원 대상 ARS 투표로 예비경선을 실시한 결과 손학규, 하태경, 이준석, 김영환, 정운천, 권은희 후보로 선출되었다.
| 순위 | 기호 | 이름   | 책임당원 투표(50%) | 일반당원 투표(25%) | 국민 여론조사(25%) | 총 득표 | 비고             |
| 순위 | 기호 | 이름   | 득표율             | 득표율             | 국민 여론조사(25%) | 총 득표 | 비고             |
| ---- | ---- | ------ | ------------------ | ------------------ | ------------------ | ------- | ---------------- |
| 1    | 4    | 손학규 | 7,456              | 17,149             | 57.5               | 54.04   | 당 대표          |
| 1    | 4    | 손학규 | 52.16              | 55.31              | 57.5               | 54.04   | 당 대표          |
| 2    | 1    | 하태경 | 6,707              | 13,578             | 45.28              | 45.72   | 최고위원         |
| 2    | 1    | 하태경 | 46.92              | 43.8               | 45.28              | 45.72   | 최고위원         |
| 3    | 5    | 이준석 | 5,685              | 11,853             | 38.24              | 36.92   | 최고위원         |
| 3    | 5    | 이준석 | 39.77              | 38.23              | 38.24              | 36.92   | 최고위원         |
| 4    | 2    | 정운천 | 3,333              | 7,904              | 24.9               | 24.26   |                  |
| 4    | 2    | 정운천 | 23.32              | 25.49              | 24.9               | 24.26   |                  |
| 5    | 3    | 김영환 | 3,619              | 6,701              | 22.22              | 23.62   |                  |
| 5    | 3    | 김영환 | 25.32              | 21.61              | 22.22              | 23.62   |                  |
| 6    | 6    | 권은희 | 1,790              | 4,821              | 14.22              | 13.7    | 여성 몫 최고위원 |
| 6    | 6    | 권은희 | 12.52              | 15.56              | 14.22              | 13.7    | 여성 몫 최고위원 |
| 합계 | 합계 | 합계   |                    |                    |                    |         | -                |

2018년 9월 2일, 바른미래당 당대표 및 최고위원, 전국청년위원장 선출대회는 손학규 전 민주당 대표를 당 대표에, 하태경, 이준석 전 바른정당 최고위원과 바른정당 출신 권은희 전 의원을 최고위원으로 선출했다. 당연직 최고위원으로 포함되는 전국청년위원장에는 당내에서 청년위원장 후보군으로 김세진 전 남양주 시의원 후보, 이재환 전 부대변인, 이내훈 전 전국청년위원장, 정주영 인천시당 사무처장 등이 거론 되었으나 출마하지 않았고 단독후보로 나선 김수민 의원이 찬성 63.23%(4166표)로 당선되었다.

## 논란 및 비판

### 당명 관련
원래 당의 명칭으로 "미래당"을 사용할 예정이었다. 2018년 2월 5일 중앙선거관리위원회에 당명신청을 하였으나 약 5분 앞서 우리미래에서 약칭으로 미래당을 사용하겠다고 신청하였고 이에 중앙선관위는 두 건 모두 오후 6시가 넘어 신청하였기에 다음 날인 6일자로 동시접수하였으나 2월 7일 중앙선관위는 미래당은 국민의당의 약칭이라 볼 수 없다며 우리미래의 약칭으로 미래당을 사용할 수 있게 하였다. 그로써 미래당이라는 당명을 쓸 수 없게 되어 바른미래당으로 당명을 결정하게 되었다. 국민의당의 안철수 대표는 우리미래의 중요 행사에도 참석했던 것으로 밝혀져 우리미래의 존재를 알면서도 당명을 선점하려는 소위 ‘당명 갑질’을 시도한 게 아니냐는 비판을 받았다.

### 내부 정파간의 이념 갈등
내부 정파간의 이념 갈등으로 인해 정강정책과 당헌‧당규에 당이 어떠한 이념을 추구하는지에 대해서 언급하지 않기로 결정했다. 이에 민주평화당에서는 전형적인 안철수식 위장 정치가 만들어낸 결과라고 비판하였다.

## 같이 보기
- 자유한국당
- 국민의당 (2016년)
- 바른정당
- 민주평화당
- 민생당
- 국민의당 (2020년)
- 새로운보수당
- 미래통합당